# Diocesi di Santíssima Conceição do Araguaia
La diocesi di Santíssima Conceição do Araguaia (in latino: Dioecesis Sanctissimae Conceptionis de Araguaya) è una sede della Chiesa cattolica in Brasile suffraganea dell'arcidiocesi di Belém do Pará. Nel 2022 contava 271.000 battezzati su 380.000 abitanti. È retta dal vescovo Dominique Marie Jean Denis You.

## Territorio
La diocesi comprende 11 comuni nella parte sud-orientale dello stato brasiliano di Pará: Conceição do Araguaia, Floresta do Araguaia, Pau d'Arco, Piçarra, Redenção, Rio Maria, Santa Maria das Barreiras, Santana do Araguaia, São Geraldo do Araguaia, Sapucaia e Xinguara.
Sede vescovile è la città di Conceição do Araguaia, dove si trova la cattedrale dell'Immacolata Concezione.
Il territorio si estende su una superficie di 52.000 km² ed è suddiviso in 13 parrocchie.

## Storia
La prima prelatura territoriale della Santíssima Conceição do Araguaia fu eretta il 18 luglio 1911, ricavandone il territorio dall'arcidiocesi di Belém do Pará. La sede prelatizia era la città di Conceição do Araguaia.
Il 20 dicembre 1969 la sede prelatizia fu traslata a Marabá e la prelatura territoriale assunse il nome di prelatura territoriale di Marabá, che nel 1979 fu eretta in diocesi con il nome di diocesi di Marabá.
Il 27 marzo 1976 con la bolla Haud sane di papa Paolo VI fu eretta una nuova prelatura territoriale di Santíssima Conceição do Araguaia, ricavandone il territorio dalle prelature territoriali di Cristalândia (oggi diocesi) e di Marabá.
Il 16 ottobre 1979 la prelatura territoriale è stata elevata a diocesi con la bolla Cum Praelaturae di papa Giovanni Paolo II.

## Cronotassi dei vescovi
Si omettono i periodi di sede vacante non superiori ai 2 anni o non storicamente accertati.
- Estêvão Cardoso de Avellar, O.P. † (27 marzo 1976 - 20 marzo 1978 nominato vescovo di Uberlândia)
- Patrício José Hanrahan, C.SS.R. † (29 gennaio 1979 - 25 maggio 1993 deceduto)
  - Sede vacante (1993-1995)
- Pedro José Conti (27 dicembre 1995 - 29 dicembre 2004 nominato vescovo di Macapá)
- Dominique Marie Jean Denis You, dall'8 febbraio 2006

## Statistiche
La diocesi nel 2022 su una popolazione di 380.000 persone contava 271.000 battezzati, corrispondenti al 71,3% del totale.
| anno | popolazione | popolazione | popolazione | presbiteri | presbiteri | presbiteri | presbiteri                | diaconi | religiosi | religiosi | parrocchie |
| anno | battezzati  | totale      | %           | numero     | secolari   | regolari   | battezzati per presbitero | diaconi | uomini    | donne     | parrocchie |
| ---- | ----------- | ----------- | ----------- | ---------- | ---------- | ---------- | ------------------------- | ------- | --------- | --------- | ---------- |
| 1980 | 75.000      | 94.700      | 79,2        | 8          | 4          | 4          | 9.375                     |         | 9         | 9         | 9          |
| 1990 | 280.000     | 335.000     | 83,6        | 12         | 9          | 3          | 23.333                    |         | 6         | 16        | 11         |
| 1999 | 253.000     | 354.000     | 71,5        | 11         | 6          | 5          | 23.000                    |         | 9         | 21        | 9          |
| 2000 | 256.000     | 358.000     | 71,5        | 13         | 8          | 5          | 19.692                    |         | 8         | 20        | 9          |
| 2001 | 250.000     | 300.000     | 83,3        | 13         | 9          | 4          | 19.230                    |         | 8         | 19        | 9          |
| 2002 | 250.000     | 300.000     | 83,3        | 14         | 9          | 5          | 17.857                    |         | 9         | 23        | 9          |
| 2003 | 200.000     | 270.000     | 74,1        | 16         | 10         | 6          | 12.500                    |         | 10        | 23        | 9          |
| 2004 | 200.000     | 270.000     | 74,1        | 15         | 8          | 7          | 13.333                    |         | 8         | 20        | 9          |
| 2014 | 235.900     | 305.500     | 77,2        | 20         | 8          | 12         | 11.795                    |         | 16        | 29        | 10         |
| 2017 | 252.160     | 353.000     | 71,4        | 18         | 10         | 8          | 14.008                    | 1       | 12        | 26        | 10         |
| 2020 | 258.000     | 361.200     | 71,4        | 18         | 15         | 3          | 14.333                    | 1       | 4         | 23        | 10         |
| 2022 | 271.000     | 380.000     | 71,3        | 21         | 17         | 4          | 12.904                    |         | 5         | 19        | 13         |